# Урицьке (Гомельський район)
Урицьке (біл. Урыцкае) — агромістечко, центр Урицької сільської ради Гомельського району Гомельської області Республіки Білорусь. Фактично Урицьким називається населений пункт, утворений двома суміжними адміністративними одиницями: село (агромістечко) Урицьке та мікрорайон Енергетик Радянського району міста Гомеля.

## Географія

### Розташування
Агрогородок Урицьке знаходиться за 6 км на захід від Гомеля.

## Транспортна мережа
Через село проходить траса Київ — Санкт-Петербург.

## Історія
Урицьке вперше згадується під назвою Волковичі у 1560 році, як земля у користуванні Леонтія Вовка. На початку 1918 року було утворено Волковицькокрупецьку сільську раду. У 1927 році селище на прохання жителів було перейменовано на Урицьке. З 2005 року Урицьке має статус агромістечка.

## Населення

### Чисельність
- 2009[2] — 3438 мешканців.